# Straight to the Light
Straight to the Light – promocyjny singel brytyjskiej grupy Fields of the Nephilim grającej rock gotycki, wydany w roku 2005.
Spis utworów:
- 1. Straight to the Light (edit) [4:29]
- 2. Straight to the Light (album version) [6:33]